# Hayes MacArthur
Hayes MacArthur (Chicago, 16 aprile 1977) è un attore e produttore cinematografico statunitense.

## Biografia
Inizia la sua carriera nel 2003, alternando quella di attore con quella di produttore cinematografico. Come attore, è famoso per aver recitato in Cambio di gioco nella parte di Kyle Cooper, amico del protagonista.
È sposato dal 2009 con l'attrice Ali Larter, che l'ha reso padre di Theodore il 20 dicembre 2010 e di Vivienne nel 2015. È anche un bravo giocatore di football.

## Filmografia parziale

### Cinema
- Finalmente a casa (Are We Done Yet?), regia di Steve Carr (2007)
- Cambio di gioco (The Game Plan), regia di Andy Fickman (2007)
- Tre all'improvviso (Life as We Know It), regia di Greg Berlanti (2010)
- Lei è troppo per me (She's Out of My League), regia di Jim Field Smith (2010)
- The Wedding Party (Bachelorette), regia di Leslye Headland (2012)
- The Motel Life, regia di Alan Polsky e Gabe Polsky (2012)
- Ghost Movie 2 - Questa volta è guerra (A Haunted House 2), regia di Michael Tiddes (2014)
- Super Troopers 2, regia di Jay Chandrasekhar (2018)
- Tornare a vincere (The Way Back), regia di Gavin O'Connor (2020)
- Dear Santa, regia di Bobby Farrelly (2024)

### Televisione
- How I Met Your Mother – serie TV, episodi 3x11-4x16 (2007-2009)
- La peggiore settimana della nostra vita (Worst Week) – serie TV, 5 episodi (2008-2009)
- Perfect Couples – serie TV, 11 episodi (2010-2011)
- Go On – serie TV, episodi 1x06-1x10-1x11 (2012-2013)
- Angie Tribeca – serie TV, 30 episodi (2016-2017)
- Into the Dark – serie TV, 1 episodio (2018)
- Buon quel che vi pare (Merry Happy Whatever) – serie TV (2019)

## Doppiatori italiani
Nelle versioni in italiano delle opere in cui ha recitato, Hayes MacArthur è stato doppiato da:
- Gianfranco Miranda in Lei è troppo per me, The Wedding Party, Single Parents
- Michele Gammino in Ghost Movie 2 - Questa volta è guerra
- Riccardo Rossi in Cambio gioco
- Alessandro Quarta in Tre all'improvviso
- Gabriele Calindri in How I Met Your Mother (ep.3x11)
- Mario Scarabelli in How I Met Your Mother (ep.4x16)
- Edoardo Stoppacciaro in Angie Tribeca
- Alessio Cigliano in Super Troopers 2